# La Mille et Deuxième Nuit (Gautier)
Pour les articles homonymes, voir La Mille et deuxième nuit (homonymie).
La Mille et Deuxième Nuit est un conte fantastique de Théophile Gautier, publié pour la première fois en août 1842.

## Résumé
Pour sa mille et deuxième nuit, Scheherazade vient à Paris demander un conte au narrateur. Ce sera l'histoire de Mahmoud-Ben-Ahmed, amoureux de Ayesha, la fille du calife.

## Éditions
- 1842 : « La Mille et Deuxième Nuit », Le Musée des familles, tome IX, août 1842, p. 321-330.
- 1852 : « La Mille et Deuxième Nuit », tome I de La Peau de tigre, éditions Souverain.
- 1863 : « La Mille et Deuxième Nuit », Romans et contes, éditions Charpentier.
- 1995 : « La mille et deuxième nuit », Œuvres, édition de Francis Lacassin, Robert Laffont, Bouquins, 1995, p. 669-686.
- 2000 : « La mille et deuxième nuit », Les maîtres de l'étrange et de la peur, édition de Francis Lacassin, Robert Laffont, Bouquins, avril 2000, p. 845-862.